# Silnice II/602
Silnice II/602 je česká silnice II. třídy, která je z velké většiny bývalou státní silnicí č. 2 v trase Brno – Jihlava – Pelhřimov, a nyní tvoří doprovodnou komunikací k dálnici D1 na stejném úseku. Díky tomuto původu má základní parametry (šířka, sklony, poloměry zatáček) odpovídající spíše silnici I. třídy. Někdy bývá nazývána Stará brněnská silnice. Její celková délka je 111,475 km a patří tak mezi 10 nejdelších silnic II. třídy v ČR. Po celostátní úpravě číslování silnic roku 1997 byla prodloužena o úsek dosavadní silnice I/19 z Jihlavy do Pelhřimova.

## Vedení silnice
| Kraj         | km     |
| ------------ | ------ |
| Jihomoravský | 28,267 |
| Vysočina     | 83,208 |

### Jihomoravský kraj

#### Okres Brno-město
celková délka 6,004 km, 6 mostů, 3 podjezdy
Silnice začíná v Brně na křižovatce se silnicí I/52 (ul. Heršpická/ul. Vídeňská) a vede po ulici Jihlavská přes městské části Bohunice a Bosonohy. Na hranicích města přechází do okresu Brno-venkov.
| Místo | km    | Cíl                        | Poznámka                                |
| ----- | ----- | -------------------------- | --------------------------------------- |
| Brno  | 0,000 | ul. Heršpická/ul. Vídeňská | vyústění                                |
| Brno  | 1,300 | III/15270 Střelice         |                                         |
| Brno  | 2,523 | ul. Bítešská               | sjezd z I/23                            |
| Brno  | 2,740 | ul. Bítešská               | nájezd na I/23 do směru Nový Lískovec   |
| Brno  | 3,182 | ul. Bítešská               | nájezd na I/23 do směru k D1            |
| Brno  | 3,706 | III/15272 ul. Chironova    |                                         |
| Brno  | 5,394 | III/15274 Troubsko         |                                         |
|       | 6,004 |                            | hranice okresů Brno-město a Brno-venkov |

#### Okres Brno-venkov
celková délka 22,263 km, 5 mostů, 2 podjezdy
Silnice kopíruje vedení dálnice D1 s několika kříženími. Vede přes obce Popůvky, Ostrovačice, Říčany, Říčky, Domašov a Přibyslavice.
| Místo       | km     | Cíl                                  | Poznámka                                    |
| ----------- | ------ | ------------------------------------ | ------------------------------------------- |
|             | 6,004  |                                      | hranice okresů Brno-město/Brno-venkov       |
|             | 7,133  | III/15267 Troubsko III/3844 Bystrc   |                                             |
| Popůvky     | 8,257  | III/3947 Popůvky                     |                                             |
|             | 11,062 | III/6021 Masarykův okruh             |                                             |
|             | 11,529 | D1, exit 181                         | zaústění                                    |
|             | 11,529 | Rosice                               | vyústění                                    |
| Ostrovačice | 13,792 | III/3842 Masarykův okruh             |                                             |
| Ostrovačice | 14,223 | Kuřim                                |                                             |
| Říčany      | 15,174 | III/00215 Rosice                     |                                             |
| Domašov     | 20,588 | III/00213 Rudka                      |                                             |
| Domašov     | 20,772 | III/00212 Javůrek                    |                                             |
|             | 24,491 | D1, exit 168                         |                                             |
|             | 24,930 | D1, exit 168 III/00211 Lesní Hluboké |                                             |
|             | 27,900 | III/3798 Přibyslavice                |                                             |
|             | 28,267 |                                      | hranice okresů Brno-venkov/Žďár nad Sázavou |

### Kraj Vysočina

#### Okres Žďár nad Sázavou

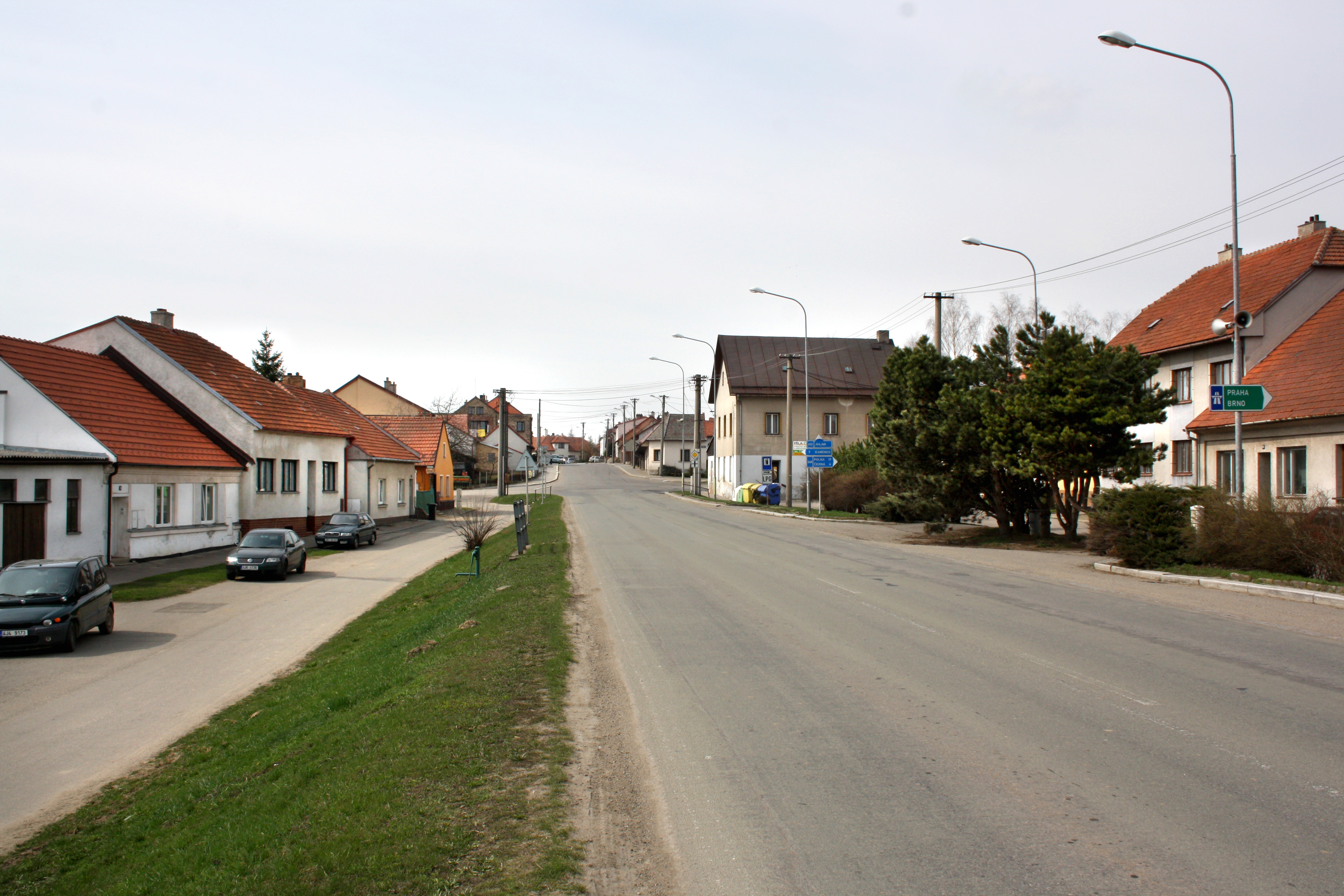
Silnice II/602 v Měříně

celková délka 36,348 km, 17 mostů, 1 podjezd
Nejdelší část silnice připadá na okres Žďár nad Sázavou. Silnice pokračuje v Kraji Vysočina přes Velkou Bíteš, kde peážuje po silnici I/37. Dále vede přes Rudu a průtah Velkým Meziříčím. Následuje Stránecká Zhoř a Měřín. Před Řehořovem opouští okres Žďár nad Sázavou.
| Místo          | km     | Cíl                                       | Poznámka                                    |
| -------------- | ------ | ----------------------------------------- | ------------------------------------------- |
|                | 28,267 |                                           | hranice okresů Brno-venkov/Žďár nad Sázavou |
| Velká Bíteš    | 30,515 | Tišnov                                    |                                             |
| Velká Bíteš    | 30,731 | Košíkov                                   |                                             |
| Velká Bíteš    | 30,806 | ul. Kpt. Jaroše                           | zaústění                                    |
| Velká Bíteš    | 30,806 | ul. Jihlavská                             | vyústění                                    |
| Velká Bíteš    | 30,932 | III/3928 Jestřabí                         |                                             |
|                | 32,927 | III/3924 Březka                           |                                             |
|                | 35,611 | III/00210 Jáchymov III/3904 Osová Bítýška |                                             |
|                | 37,870 | Osová Bítýška/Tasov                       |                                             |
|                | 42,101 | III/0029 Jabloňov                         |                                             |
|                | 45,704 | D1, exit 146                              | nájezd na Brno                              |
|                | 46,176 | D1, exit 146                              | nájezd na Prahu                             |
| Velké Meziříčí | 47,280 | Dolní Heřmanice                           |                                             |
| Velké Meziříčí | 47,490 | Třebíč                                    |                                             |
| Velké Meziříčí | 48,424 | Křižanov                                  |                                             |
| Velké Meziříčí | 49,237 | III/3494 Uhřínov                          |                                             |
|                | 51,681 | D1, exit 141                              |                                             |
|                | 51,933 | III/0027 Hrbov                            |                                             |
|                | 52,731 | III/0026 Lavičky                          |                                             |
|                | 53,463 | Netín                                     |                                             |
|                | 53,822 | III/0025 Svařenov                         |                                             |
|                | 57,396 | III/3491 Chlumek                          |                                             |
| Měřín          | 58,120 | III/3491 Blízkov                          |                                             |
| Měřín          | 58,708 | Otín                                      |                                             |
| Měřín          | 59,074 | Polná III/3518 Kamenice                   |                                             |
|                | 61,685 | III/34824 Meziříčko                       |                                             |
|                | 64,615 |                                           | hranice okresů Žďár nad Sázavou/Jihlava     |

#### Okres Jihlava
celková délka 34,034 km, 9 mostů, 1 podjezd
V jihlavském okrese silnice II/602 vede přes Řehořov, Velký Beranov a Nové Domky. V Jihlavě pak peážuje po II/523. Na konci Jihlavy kříží silnici I/38 (E59) a pokračuje dále přes Nový Hubenov, Hubenov, kolem Dušejova až na hranice okresu Pelhřimov.
V roce 2017 došlo k rekonstrukci silnice v úseku od Jihlavy po kruhovou křižovatku se silnici II/406. V roce 2018 proběhla rekonstrukce Brněnského mostu v Jihlavě. V letech 2018–2019 byly zrekonstruovány a zmodernizovány všechny zbývající úseky silnice mezi hranicemi Kraje Vysočina a Pelhřimovem.

V roce 2020 byl otevřen obchvat Velkého Beranova a místní části Nové Domky.
| Místo   | km     | Cíl                                | Poznámka                                |
| ------- | ------ | ---------------------------------- | --------------------------------------- |
|         | 64,615 |                                    | hranice okresů Žďár nad Sázavou/Jihlava |
|         | 67,689 | Věžnice/Kamenice                   |                                         |
|         | 69,769 | III/4046 Vysoké Studnice           |                                         |
|         | 71,114 | III/4046 Vysoké Studnice           |                                         |
|         | 72,846 | Luka nad Jihlavou III/3532 Kozlov  |                                         |
|         | 74,214 | III/4042 Otín                      |                                         |
|         | 75,017 | III/3531 Velký Beranov             |                                         |
|         | 75,860 | Jamné                              |                                         |
|         | 78,212 | III/0024 Malý Beranov              |                                         |
| Jihlava | 81,575 | ul. Znojemská                      | zaústění                                |
| Jihlava | 81,575 | ul. Jirásková                      | vyústění                                |
| Jihlava | 81,929 | III/4062 Pístov                    |                                         |
| Jihlava | 82,910 | III/01945 Rantířov                 |                                         |
|         | 83,343 | Štoky                              |                                         |
|         | 83,487 | Stonařov                           |                                         |
|         | 87,186 | Kostelec                           | kruhový objezd                          |
|         | 88,434 | III/01944 Dvorce                   |                                         |
|         | 90,138 | III/01943 Mirošov                  |                                         |
| Hubenov | 91,841 | III/01942 Jedlov                   |                                         |
|         | 93,397 | III/01945 Ježená                   |                                         |
| Dušejov | 94,076 | III/13114 Zbilidy III/1336 Milíčov |                                         |
|         | 98,061 | Zbilidy III/01941 Jankov           |                                         |
|         | 98,655 | Vyskytná                           | hranice okresů Jihlava/Pelhřimov        |

#### Okres Pelhřimov
celková délka 12,820 km, 4 mosty

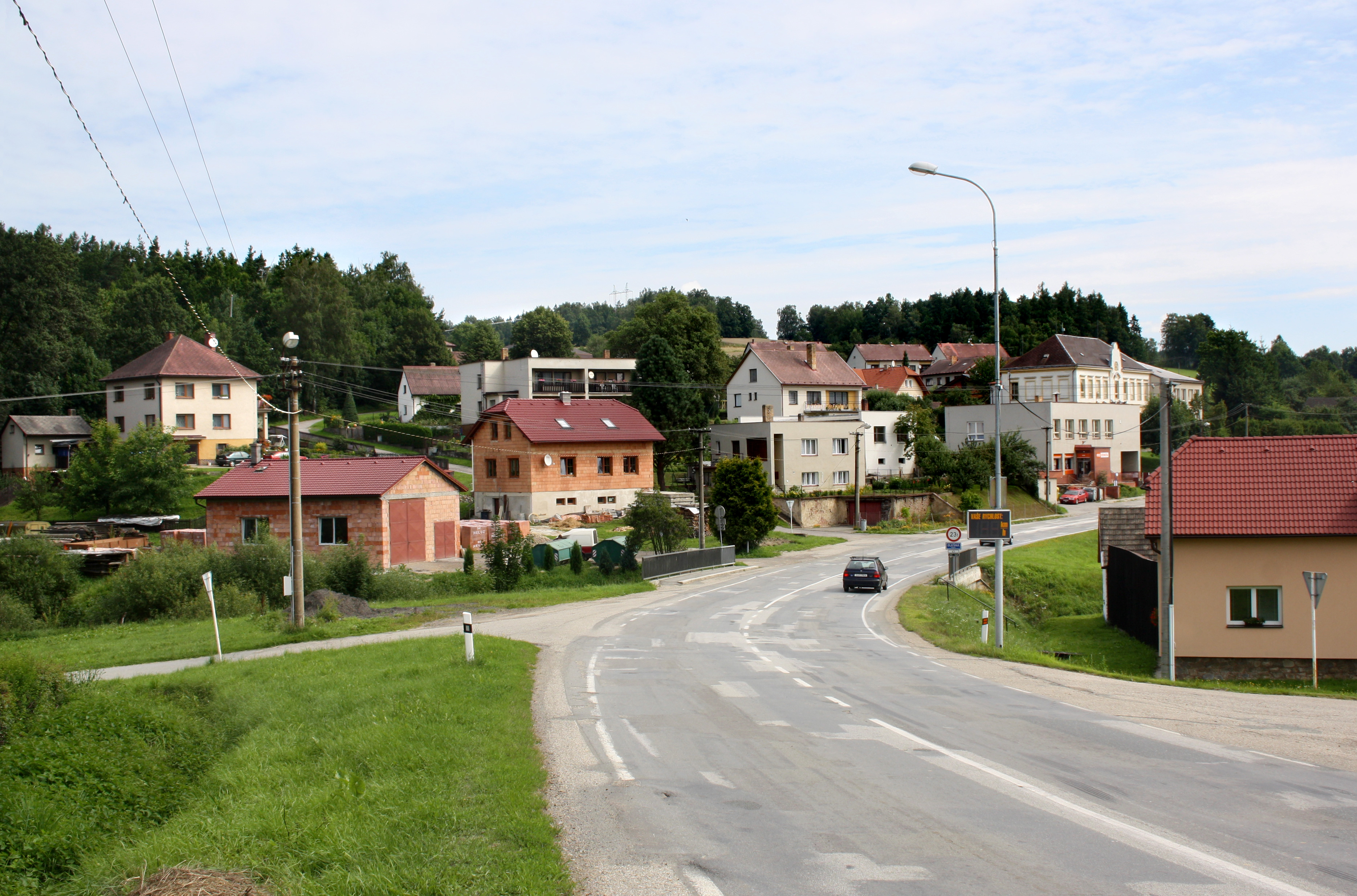
Silnice II/602 v Olešné

Okresem, ve kterém silnice II/602 končí, je Pelhřimov. Silnice vede po přeložce kolem Vyskytné, přes Sedliště, dále kolem Strměch, přes Olešnou až do Pelhřimova, kde končí zaústěním do silnice I/34 (E551). V roce 2016 proběhla rekonstrukce silnice v délce 0,9 km u Olešné.
| Místo     | km      | Cíl                               | Poznámka                         |
| --------- | ------- | --------------------------------- | -------------------------------- |
|           | 98,655  | Vyskytná                          | hranice okresů Jihlava/Pelhřimov |
|           | 101,087 | III/13310 Vyskytná                |                                  |
|           | 103,215 | Zachotín                          |                                  |
|           | 104,556 | III/01939 Střítež pod Křemešníkem |                                  |
|           | 105,195 | III/01938 Strměchy                |                                  |
|           | 105,967 | III/03415 Rybníček                |                                  |
|           | 106,728 | III/01937 Plevnice                |                                  |
| Pelhřimov | 111,377 | III/01935 Řemenov                 |                                  |
| Pelhřimov | 111,475 | Humpolec/Jindřichův Hradec        | zaústění                         |

## Vodstvo na trase
V Bosonohách vede přes Leskavu, v Říčanech přes Říčanský potok, ve Velké Bíteši přes Bítýšku, u Jabloňova přes Polominu, ve Velkém Meziříčí přes Oslavu, u Měřína přes Balinku, u Helenína přes Jihlavu (opět ji přejíždí u odbočky na Dvorce), v Jihlavě přes Jihlávku.